# Thank U For
A Thank U For XIA 2012. december 24-én megjelentetett digitális kislemeze, melyet a rajongóknak szánt karácsonyi meglepetésként. A dal szerzője a japán Shikata és Reo, a dalszöveget XIA bátyja, Dzsunho, illetve Kim Dzsina írta. A dal első helyen debütált a slágerlistákon, majd 9. helyet ért el a Kaon összesített kislemezlistáján.

## Számlista
| #  | Cím                        | Dalszöveg        | Zene         | Hossz |
| -- | -------------------------- | ---------------- | ------------ | ----- |
| 1. | Thank U For                | JUNO, Kim Dzsina | Shikata, Reo | 4:34  |
| 2. | Thank U For (instrumental) |                  | Shikata, Reo |       |